# Leconte de Lisle
Charles Marie René Leconte de Lisle (Saint-Paul, isla de Reunión; 22 de octubre de 1818-Voisins-le-Bretonneux, 17 de julio de 1894) fue un poeta posromántico y un helenista francés, principal exponente del parnasianismo.

## Biografía
Su padre fue Charles Marie Le Conte de Lisle (1793-1856), cirujano militar de ascendencia bretona que, al término de las guerras napoleónicas, emigró de Europa a la isla de la Reunión y se estableció como plantador. Su madre fue Anne Suzanne Marguerite Élysée de Riscourt de Lanux (1800-1872), cuyos ancestros poseían plantaciones en la isla casi cien años atrás. Fue el primogénito y tuvo dos hermanos (Alfred y Paul) y tres hermanas (Élysée, Anaïs y Emma).
La adopción de su rúbrica artística, Leconte de Lisle, ha suscitado no pocas controversias. Por un lado, tendió a omitir sus nombres de pila (Charles Marie René) para acortarlo. Por otro, modificó la primera parte de su apellido paterno (Le Conte, uniendo ambas palabras en una sola: Leconte), de modo que perdiera su resonancia y apariencia aristocrática (Le Comte quiere decir "El Conde", en francés). Finalmente, aunque se tiende a pensar que la segunda parte de su apellido paterno (de Lisle) pudiera ser un seudónimo, alusivo a su nacimiento en una isla del océano Índico, lo cierto es que sus antepasados bretones ya lo llevaban mucho antes, y hace referencia a una comarca situada en la comuna de Pleine-Fouguères en el departamento d'Ille-et-Vilaine.
Leconte de Lisle afirmaba que su familia residió en Nantes (Francia) mientras él tenía entre tres y diez años. Aunque hay evidencias recientes de que regresaron a Reunión en 1832 (a los trece años).
Su padre lo hizo viajar con él a través de sus periplos por el  Océano Índico (fue influenciado por la India antigua) para prepararlo para una carrera comercial. 
En 1837 volvió a Francia (a los dieciocho años), viviendo entre Dinan y Rennes.
Estudió lenguas (especialmente griego e italiano), historia y Derecho en Rennes en 1837, pero lo abandonó todo (le faltaban cuatro años para graduarse) para dedicarse a su pasión de la vida: la poesía y la traducción de los poetas clásicos de Grecia y Roma. Asimismo, se implicó personalmente en favor de la abolición de la esclavitud, impulsando la firma de una petición al gobierno entre otros descendientes de plantadores criollos que por entonces residían en Francia: hay que considerar que el abolicionismo perjudicaba directamente a sus propios intereses económicos, ya que su familia poseía esclavos en Reunión, por lo que sus padres montaron en cólera cuando se enteraron de su activismo. Desde entonces (julio de 1839) le cortaron la manutención. Falto de medios, intentó publicar en revistas literarias, pero no fue suficiente: se reconcilió con sus padres y accedió a seguir estudiando derecho, obteniendo un "baccalauréat au droit" en enero de 1841.
En 1843 vuelve a residir en Reunión con su familia (a los veinticuatro años), abandonando la isla definitivamente para establecerse por su cuenta en París (Francia) en 1845.
Sus ideales políticos fueron manifiestamente republicanos, criticando la monarquía y ensalzando la Revolución francesa como "la reivindicación de los derechos de la humanidad ultrajada, el combate legítimo y terrible de la justicia contra la iniquidad". En su juventud, frecuentaría a los falansterianos del socialista utópico Charles Fourier. Partidario de la revolución de 1848, luchó por las ideas socialistas (implicándose personalmente en la defensa de las barricadas, por lo cual fue condenado a prisión aunque se le liberó a las cuarentay ocho horas) y contra el esclavismo. Pero rápidamente decepcionado del gobierno provisional, colaboró esporádicamente en 1849 en la reforma de Lamennais. 
Vencido en las elecciones de 1848 y desengañado de la política, terminó refugiándose en la poesía. Vivió durante largo tiempo de lecciones particulares, trabajos no firmados, traducciones, préstamos, algunos premios y subsidios antes de aceptar recibir una pensión en tiempos del Segundo Imperio que le permitió solventar las necesidades de su madre y de sus hermanas, quienes se habían instalado con él en Francia, porque su padre había muerto arruinado en Reunión en 1856. Para evitar posibles críticas de sumisión al régimen imperialista, mantuvo en secreto la percepción de esta pensión, aunque se existencia acabó por descubrirse tras la caída de Napoleón III en 1870. 
En el año 1857 contrajo matrimonio con Anne-Adélaïde Perray. 
Durante los episodios del Sitio y la Comuna de París, temporalmente inoperante la censura literaria, publicó tres libros que causaron una enorme polémica en su tiempo y consolidaron su fama de republicano radical y anticlericalista (visible también en la mayor parte de su obra poética): Catéchisme populaire républicain(por el que a punto estuvo de ser procesado), Histoire populaire de la Révolution française, e Histoire populaire du christianisme. En este último, siguiendo un estricto orden cronológico, narra la historia del cristianismo hasta el año 1700 en un estilo aséptico e imparcial, rematando su obra con este epílogo: "El cristianismo, entendiendo como tal el conjunto de las comunidades cristianas, desde el catolicismo romano hasta las más ínfimas sectas protestantes o cismáticas, no ha ejercido nunca más que una influencia deplorable en las mentes y las costumbres. Condenó el pensamiento, destruyó la razón, ha negado y combatido perpetuamente todas las verdades adquiridas gracias a la ciencia. Es ininteligible en sus dogmas, arbitrario, voluble, indiferente en moralidad. La humanidad ha perdido la fe que tenía en él, y ya no puede inspirar más que esa especie de respeto que se tiene hacia las cosas obsoletas de las que uno se ha servido durante mucho tiempo. Es un objeto de arte, poderosamente concebido, venerable por su antigüedad, y cuyo lugar está en los museos religiosos e históricos."
Después sería nombrado bibliotecario adjunto en tiempos de la Tercera República. En 1887 ingresó en la academia ocupando el sillón de Víctor Hugo, del que antes había sido uno de sus protegidos.
Tres colecciones parnasianas en las que el pesimismo late y el estilo clásico dominan: los Poèmes antiques ("Poemas antiguos", 1852), los Poèmes barbares ("Poemas bárbaros", 1862) y los Poèmes tragiques ("Poemas trágicos", 1884). La indiferencia a los aspectos sentimentales, la persecución obsesiva de la belleza, la exigente perfección formal, la concepción de un arte autónomo ("arte para el arte"), la consideración de la palabra como algo plástico y el gusto por el color y el exotismo lo ligan al Posromanticismo y más en concreto a su corriente parnasiana. Dijo al respecto de la escritura: "Haz lo que te plazca, a condición de observar un respeto religioso hacia la lengua y el ritmo."
Considerado como uno de los poetas franceses más importantes del siglo XIX, sus «Poèmes antiques» (1852) y su prefacio (igualmente admirado de Victor Hugo) iniciaron una influencia que duró más de treinta años, el movimiento literario llamado parnasianismo o «l'Art pour l'Art», se afirma no contra el romanticismo, sino más bien contra el romanticismo fantasista y estéril de los Jeunes-France y también en contra del sentimentalismo. Desde ese momento fue apodado como el «Maître du Parnasse».
Publica igualmente de 1861 a 1885 numerosas traducciones de autores griegos antiguos, como Homero, Sófocles y Esquilo.
Murió en Voisins, cerca de Louveciennes, en el departamento de Yvelines.

### Ejemplo poético
Paisaje polar

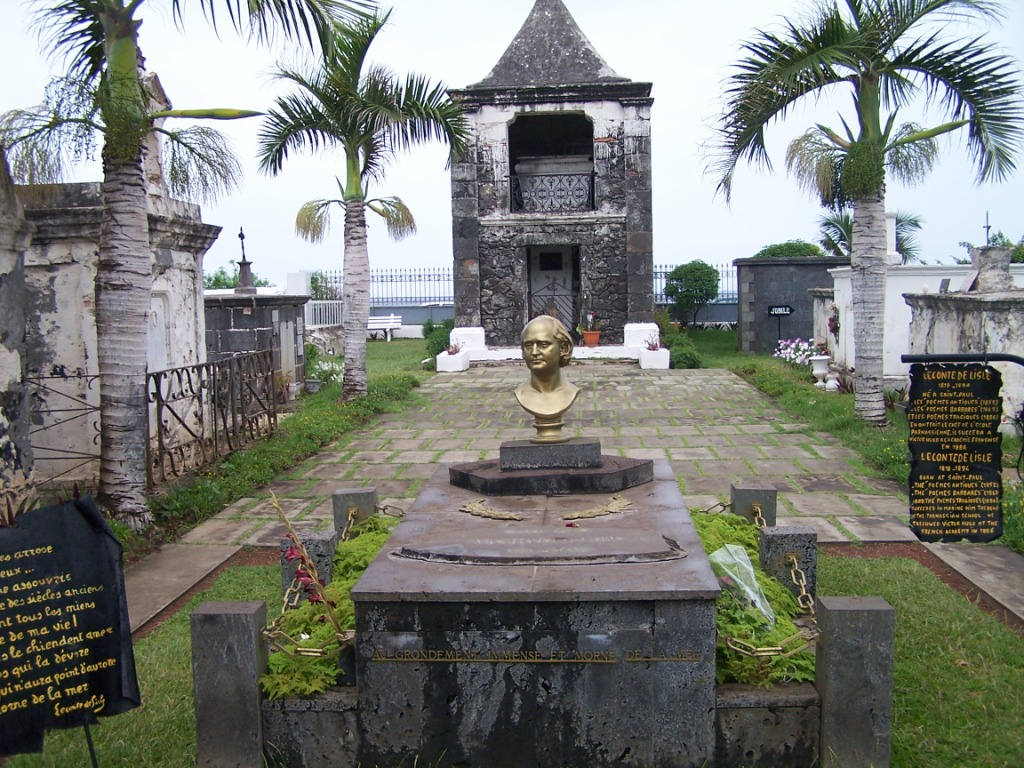
Tumba de Leconte de Lisle, en el Cementerio marino de Saint-Paul, Reunión.

Mundo muerto, espuma inmensa de mar clandestino,
	
Abismo de sombra estéril, fulgores espectrales,
	
Pihuelas convulsivas estiradas en espirales
	
Que la niebla amarga hace perder amino.

Un ávido infierno, cielo rugoso en remolinos,
	
Donde se oyen los sórdidos clamores sepulcrales,
	
Las risas, los sollozos, los llantos agudos fantasmales
	
Que un viento siniestro arranca del clarín mortecino.

Corroídos por olas voraces, sobre las altas cimas,
	
Congelados en su sueño frío y cadavérico,
	
Duermen los viejos dioses de las antiguas culturas;
	
Y los grandes osos, blanqueados por nieves grimas.

Aquí y allá, mecieron sus cuellos epilépticos,
	
Ebrios y monstruosos, babeando lujurias oscuras.

## Obras

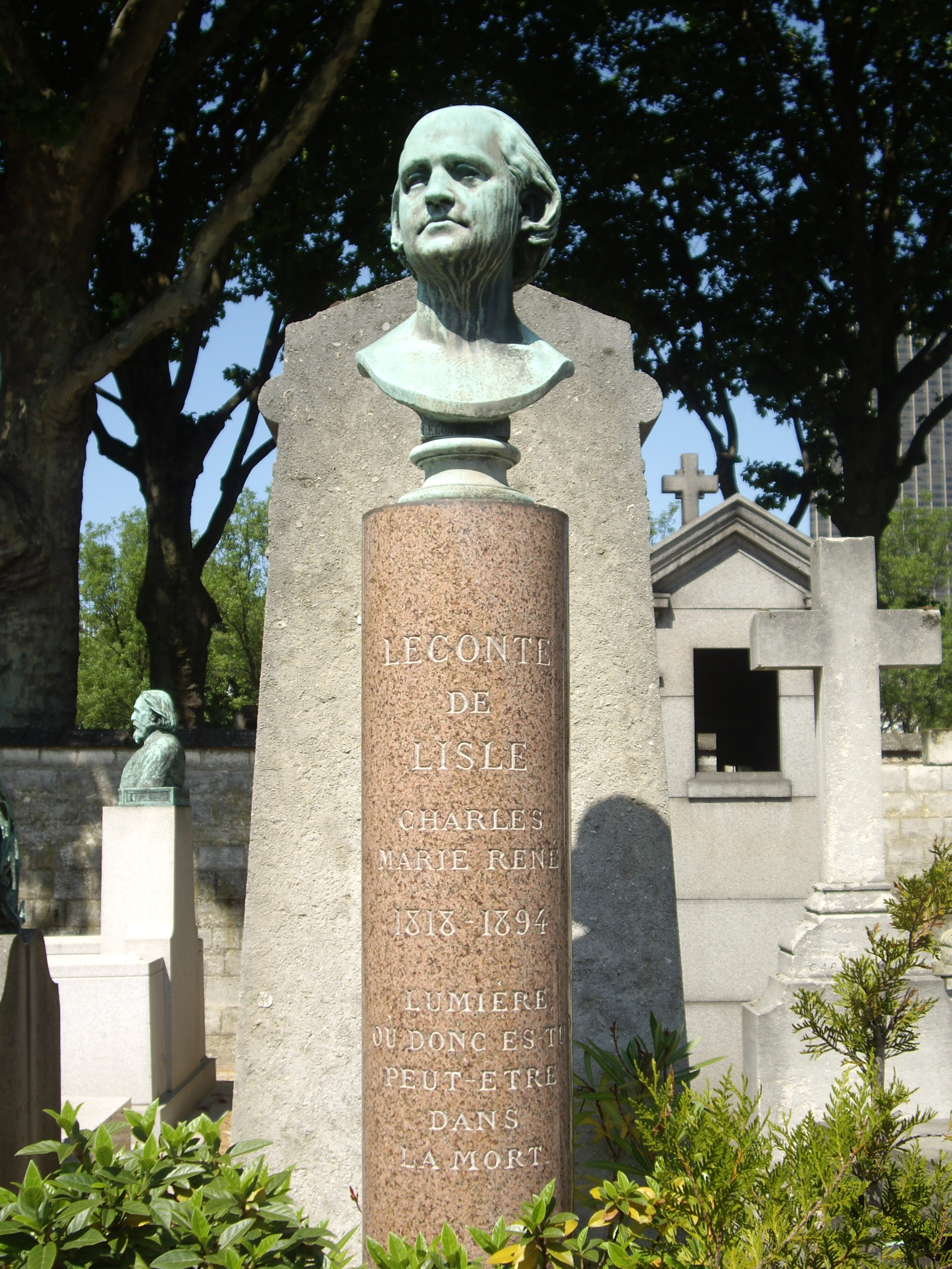
Cenotafio de Leconte de Lisle, en el Cementerio de Montparnasse, París.

- Poemas antiguos (precedidos de un prefacio), 1852.
- Poèmes et Poésies, 1855.
- Le Chemin de la Croix, 1856.
- Poesías completas, 1858.
- Idylles et Odes anacréontiques (traducción de Teócrito), 1861.
- Poésies barbares, 1862.
- Le Parnasse contemporain (obra colectiva, colección de nuevos versos, 1.er volume), 1866.
- L'Illiade (traducción de Homero), 1866.
- L'Odysée (traducción de Homero), 1867.
- Hymnes homériques (traducción), 1868.
- Hymnes orphiques (traducción de Hesíodo), 1869.
- Catéchisme populaire républicain, 1870.
- Le Parnasse contemporain (segundo volumen), 1871.
- Histoire populaire de la Révolution française, 1871.
- Le Sacre de Paris, 1871.
- Le Soir d'une bataille, 1871.
- Histoire populaire du christianisme, 1871.
- Poèmes barbares (reedición aumentada de las Poésies barbares), 1872.
- Traducción de las Œuvres complètes de Esquilo, 1872.
- Traducción de las Œuvres de Horacio, 1873.
- Les Erynnies (drama, de la obra de Esquilo), 1873.
- Histoire du Moyen Âge, 1876.
- Traducción de las Œuvres de Sófocles, 1877.
- Poèmes tragiques, 1884.
- Traducción de las Œuvres de Eurípides, 1884.
- L'Apollonide (libreto para el drama lírico Franz Servais), 1888.
- Derniers poèmes (edición póstuma a cargo de José María de Heredia y de André de Guerne), 1895.
- Premières poésies et lettres intimes (edición póstuma), 1902.
- Contes en prose: impressions de jeunesse (edición póstuma), 1910.